# Rhynchocerus
Rhynchocerus är ett släkte av insekter. Rhynchocerus ingår i familjen vårtbitare.
Kladogram enligt Catalogue of Life:
| Rhynchocerus | \| \| Rhynchocerus modiglianii \| \| \| \| \| \| Rhynchocerus quinqueductus \| \| \| \| |
|              | \| \| Rhynchocerus modiglianii \| \| \| \| \| \| Rhynchocerus quinqueductus \| \| \| \| |
|              | Rhynchocerus modiglianii                                                                |
|              |                                                                                         |
|              | Rhynchocerus quinqueductus                                                              |
|              |                                                                                         |